# Richard Westmacott (1799–1872)
Richard Westmacott den yngre (ibland kallad III), född 1799 i London, död där den 19 april 1872, var en brittisk skulptör, son till Richard Westmacott. 
Westmacott studerade för sin far och därefter i Rom och Florens. Han skapade många idealverk, såsom Cymbalspelerska, David med Goliats huvud, Ariel, Knäfallande ängel, Nymf, som går i badet samt porträttbyster.